# Stefano Tamburini
Stefano Tamburini (* 18. August 1955 in Rom; † April 1986 ebenda) war ein italienischer Comicautor und -zeichner.
Seine ersten Zeichnungen veröffentlichte Tamborini im Jahr 1974 in der Underground-Zeitschrift Combinazioni. Ein Jahr später gehörte er zur Stampa Alternativa und war an mehreren von deren Veröffentlichungen beteiligt. Im Jahr 1977 veröffentlichte Tamborini in der ersten Ausgabe der Zeitschrift Cannibale und gehörte nach deren Einstellung zu den Gründern der 1980 gegründeten Monatszeitschrift Frigidaire. Zu Beginn der 1980er Jahre schuf Tamburini die Figur des RanXerox, die ihn zusammen mit Tanino Liberatore über Italien hinaus bekannt machte. Im April 1986 wurde Tamburini tot in seinem Apartment in Rom aufgefunden.